# Шацков, Владимир Александрович
Шацков, Владимир Александрович (26 марта 1950, г. Новошахтинск, Ростовская обл., РСФСР), представитель высшего командования Вооружённых сил Республики Казахстан, генерал-майор, Командующий войсками регионального командования «Астана» (с 2003).

## Биография
Родился 26 марта 1950 года в городе Новошахтинск Ростовской области.
В 1971 году окончил Орджоникидзевское высшее общевойсковое командное училище.
С августа 1971 года проходил службу на должностях командира взвода курсантов, командира роты курсантов Орджоникидзевского высшего общевойскового командного училища.
В апреле 1979 года назначен командиром мотострелкового батальона мотострелкового полка.
В мае 1979 года назначен командиром батальона обеспечения учебного процесса Орджоникидзевского ВОКУ.
С октября 1981 года – командир мотострелкового батальона мотострелкового полка, начальник штаба – заместитель командира мотострелкового полка Северо-Кавказского военного округа.
В 1985 году окончил Военную академию имени М. В. Фрунзе.
По окончании академии проходил службу в должностях заместителя начальника оперативного отдела штаба Армейского корпуса, начальника учебного отдела-заместителя начальника штаба учебной мотострелковой дивизии, командира мотострелкового полка, начальника базы хранения вооружения и техники Туркестанского военного округа.
С июля 1997 года – начальник оперативной группы – заместитель начальника Главного штаба Вооруженных Сил Республики Казахстан.
В августе 1999 года назначен заместителем командира Армейского корпуса.
С сентября 2000 года – заместитель командующего войсками Восточного военного округа.
В феврале 2002 года назначен командующим войсками Центрального военного округа.
В сентябре 2003 года Распоряжением главы государства назначен командующим войсками регионального командования «Астана».
11 марта 2010 года освобождён от занимаемой должности в связи с переходом на другую работу.
Генеральный директор Военно-технической школы - Центра военно-патриотического воспитания молодежи (г. Астана).

## Награды
- Орден «Айбын» ІІ степени (за успехи в деле руководства и управления войсками, обеспечение высокой боевой готовности)
- Орден Курмет (2015)[3]
- Медаль «20 лет Астане» (2018)[4]